# Племянница фрау О
«Племянница фрау О» (нем. Die Nichte Der O) или «Джулия» (англ. Julia) — немецкий художественный фильм 1974 года, эротическая мелодрама, снятая режиссёром Зиги Ротемундом на киностудии Лиза Фильм. Главные роли в этом фильме исполнили Сильвия Кристель, Эккехардт Белле, Тери Тордаи, Жан-Клод Буийон и Кристина Гласнер.
Фильм посвящён проблемам подростков, вопросам любви и секса. Съёмки фильма проходили в Италии в Вероне (область Венеция), а также в Австрии. Этот фильм стал одним из первых для актрисы Сильвии Кристель, широко известной по фильму «Эммануэль».
Премьера фильма состоялась 13 сентября 1974 года в Великобритании.

## Сюжет
Молодой парень Паули (Эккехардт Белле) по приглашению своего отца едет на отдых в Италию. В поезде он встречает соблазнительную молодую женщину (Тери Тордаи), которая ему безумно нравится, но с которой он пока не решается завести какие-либо отношения.
По приезде в Италию Паули и понравившуюся ему женщину встречает на перроне  отец Паули Ральф. Оказывается, её зовут Ивонна Оберст, и она подруга Ральфа. У фрау Оберст также есть племянница (Сильвия Кристель) — её зовут Андреа и она прелестна, по крайней мере так кажется Паули.
Паули, Андреа, Ральфа и Ивонну ждёт череда любовных и сексуальных приключений, находок и разочарований.

## В ролях
- Эккехардт Белле — Паули (Патрик), молодой парень
- Сильвия Кристель — Андреа (Джулия)
- Тери Тордаи — Ивонна или фрау Оберст, тётя Андреа
- Жан-Клод Буийон — Ральф, отец Паули (как Жан-Клод Буийион)
- Петер Берлинг — дядя Алекс
- Жизела Хан — Мириам
- Роза-Рене Рот — Мими (Омама)
- Доминик Дель Пьер — Сильвана
- Кристина Гласнер — Хильдегард
- Алоис Миттермайер — Жеральд
- Михаэль Титц — проводник поезда
- Манфред Спис — человек в поезде

## Съёмочная группа
- Автор сценария: Вольфганг Бауэр
- Режиссёр: Зиги Ротемунд
- Оператор: Хайнц Хёльшер
- Композитор: Герхард Хайнц
- Монтаж: Ева Цейн
- Исполнительный продюсер: Эрих Томек

## Технические данные
- ФРГ, 1974 год
- Киностудии — Lisa Film, Constantin Film (первый прокат)
- Видео — цветной, 80-88 мин.
- Аудио — моно
- Плёнка − 35 мм, 2406 м
- Оригинальный язык — немецкий
- Ограничения по возрасту: в ФРГ по FSK — с 18 лет, в России — старше 16 лет и в США — рейтинг R.

## Интересные факты
- У фильма есть и другое название — «Джулия», в этой версии фильма главных героев зовут не Андреа и Паули, а Джулия и Патрик.
- Часто вместо даты выхода 1974 год указывают 1968 год.
- Считается, что это был первый фильм для Сильвии Кристель.

## Другие названия
- Die Nichte der O, Der Liebesschüler, Cynthia, Es war die Nachtigall, Es war nicht die Nachtigall…, Julia (Es war nicht die Nachtigal…), Sylvia Kristel — Die Nichte der O
- Племянница фрау О, Джулия
- Julia
- Julia et les hommes
- L' usignolo e l’allodola
- Julia och männen
- Другое Julia: Innocence Once Removed